# Seleção Togolesa de Futebol
A Seleção Togolesa de Futebol representa Togo nas competições do esporte. Também conhecida como Les Eperviers, é controlada pela Federação Togolesa de Futebol. Ela é filiada à FIFA, à CAF e à WAFU.
O ponto mais alto da equipe foi a classificação inédita para a Copa do Mundo FIFA de 2006, mas o Togo não conquistou pontos na competição.

## História
Na história de Togo, nenhum título de grande relevância e apenas algumas presenças na Copa Africana de Nações. E ainda assim, foi a seleção dirigida por um dos contemporâneos de Bwalya, o nigeriano Stephen Keshi, que foi conquistada a vaga inesperada para a copa de 2006. Keshi, capitão da Nigéria na Copa do Mundo FIFA de 1994, elaborou uma equipe vencedora com um grupo de jogadores sem reconhecimento internacional.
A proeza dos togoleses não pode, no entanto, mascarar fatos controversos ao longo da campanha. A vitória por 2 a 1 sobre Mali, em março, provocou uma série de tumultos na capital Bamako, incluindo a destruição de carros e saques a lojas. No começo de junho, a goleada de 4 a 1 sobre a Zâmbia ficou marcada por decisões polêmicas do árbitro marroquino a favor de Togo.

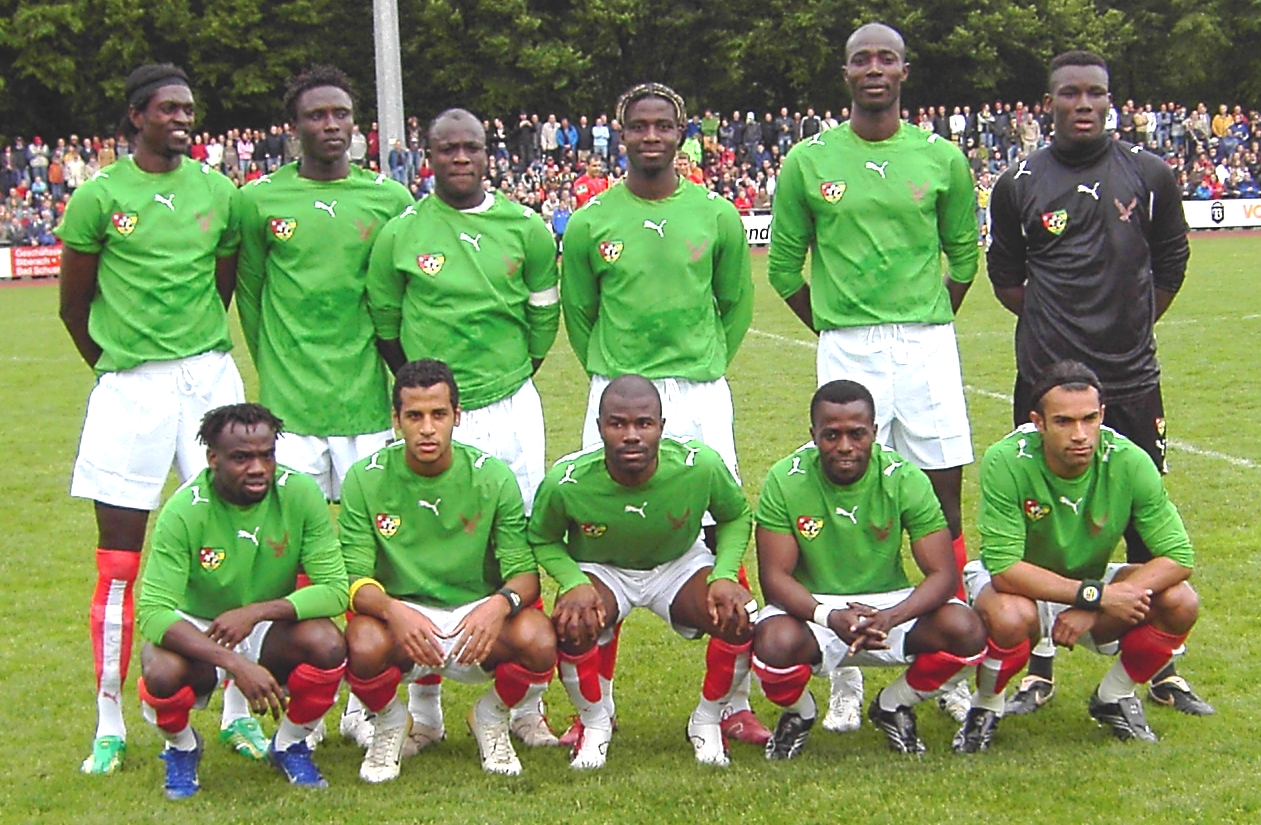
Seleção Togolesa de Futebol. Atletas em pé: Adebayor, Erassa, Abalo, Aziawonou, Nibombé e Tchagnirou. Agachados: Olufade, Romao, Agboh, Kader e Dossevi.

O resultado decisivo para a classificação foi o empate fora de casa contra Senegal, em junho, deixando o país com claras chances para se classificar. Uma conquista histórica para quem só tem dois jogadores de nível internacional: Emmanuel Adebayor, atacante do Arsenal e Mamam Cherif-Touré, jogador do Metz. Eles assumiram a condição de líderes e marcaram 14 gols juntos nas eliminatórias.
| Pos | Equipe        | Pts | J | V | E | D | GP | GC | SG | Classificado      |
| --- | ------------- | --- | - | - | - | - | -- | -- | -- | ----------------- |
| 1   | Suíça         | 7   | 3 | 2 | 1 | 0 | 4  | 0  | +4 | Fase eliminatória |
| 2   | França        | 5   | 3 | 1 | 2 | 0 | 3  | 1  | +2 | Fase eliminatória |
| 3   | Coreia do Sul | 4   | 3 | 1 | 1 | 1 | 3  | 4  | −1 | Eliminado         |
| 4   | Togo          | 0   | 3 | 0 | 0 | 3 | 1  | 6  | −5 | Eliminado         |

A participação de Togo na Copa do Mundo FIFA de 2006 foi conturbada. A Federação local prometeu uma premiação em dinheiro pela classificação para o Mundial. Ao chegarem na Alemanha, os atletas acusaram os dirigentes da federação local de reter os prêmios em dinheiro, prometendo o pagamento em caso de classificação da seleção para as oitavas-de-final. Como a equipe perdeu os dois primeiros jogos contra Coreia do Sul e Suíça, e não tinham mais chances de classificação, os jogadores ameaçaram não entrar em campo no último jogo contra a França pelo não pagamento do prêmio. A FIFA foi obrigada a intervir na questão, para forçar a Federação local a pagar a premiação aos atletas.
Mais tarde, os dirigentes da Federação Togolesa acusaram publicamente a FIFA de pagar um valor insignificante para a participação da Seleção no Mundial. A FIFA disse que o valor pago pela entidade pela participação é igual para todas as seleções participantes. Como prova, exibiu os balanços da entidade, com o pagamento oficial de premiações pela participação no torneio. A FIFA exigiu da Federação Togolesa um pedido oficial de desculpas, sob pena de exclusão de Togo das principais competições da FIFA, o que foi imediatamente feito.
Penúltimo no ranking da FIFA entre os 32 participantes, o Togo foi eliminado já na primeira fase da Copa do Mundo de 2006, ficando em 30° lugar.

### Ataque terrorista em 2010
Em 8 de janeiro de 2010, a seleção foi vítima de um ataque terrorista no traslado da delegação para a Copa das Nações Africanas, realizada em Angola. O ônibus da delegação foi metralhado cinco minutos após cruzar a fronteira do país. O grupo rebelde de Cabinda, que briga pela independência da região, assumiu a autoria do atentado. O motorista do ônibus, um assessor de imprensa e um assistente técnico morreram e dois jogadores ficaram feridos.
No dia seguinte a delegação decidiu abandonar o torneio. A decisão de abandonar a competição resultou na suspensão da seleçao das duas próximas edições da Copa africana. A Federação Togolesa de Futebol, no entanto, entrou com um recurso na Corte Arbitral do Esporte (TAS, em francês) contra a punição da Confederação Africana.

## Títulos
| CONTINENTAIS | CONTINENTAIS                      | CONTINENTAIS | CONTINENTAIS |
|              | Competição                        | Vezes        | Ano          |
| ------------ | --------------------------------- | ------------ | ------------ |
|              | Copa das Nações do Oeste Africano | 1            | 2011         |